# Chain home

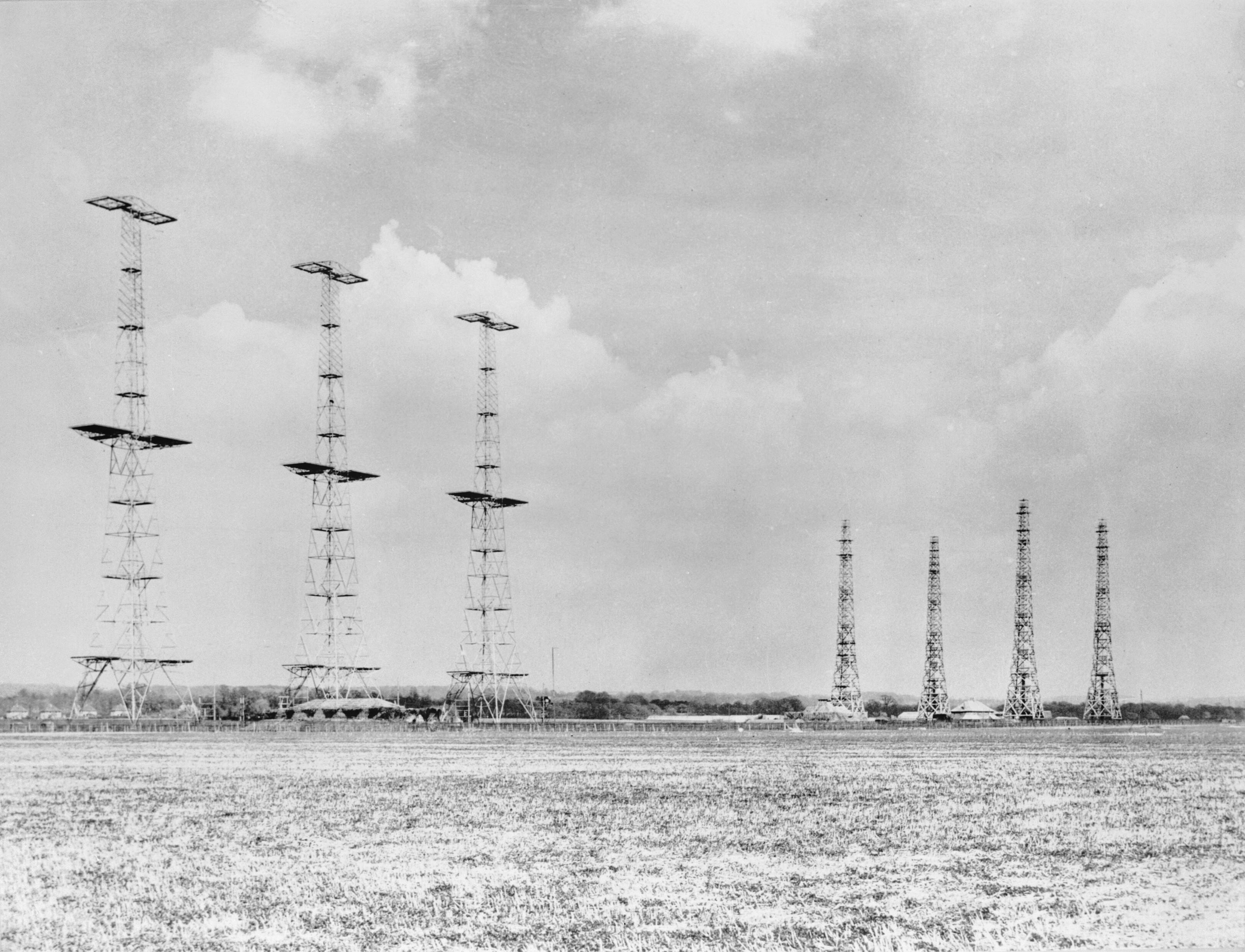
Una delle stazioni del sistema radar Chain Home a Poling, Sussex nel 1945

Chain home è il nome in codice della catena di avvistamento degli aerei nemici che gli inglesi utilizzarono durante la battaglia d'Inghilterra nel 1940.
Le stazioni che componevano la catena utilizzavano la nuova tecnologia basata sull'invenzione del Magnetron, che aveva permesso la  messa a punto da parte dei fisici inglesi degli impianti chiamati con l'acronimo di Radar (RAdio Detection And Ranging).